# ThinkPad 240
ThinkPad 240（しんくぱっど-）は、IBMのノートパソコン。ThinkPadブランドのシリーズの中の一つ。
当モデルから派生したi Series 1124も便宜上、本項に記載する。

## 概要

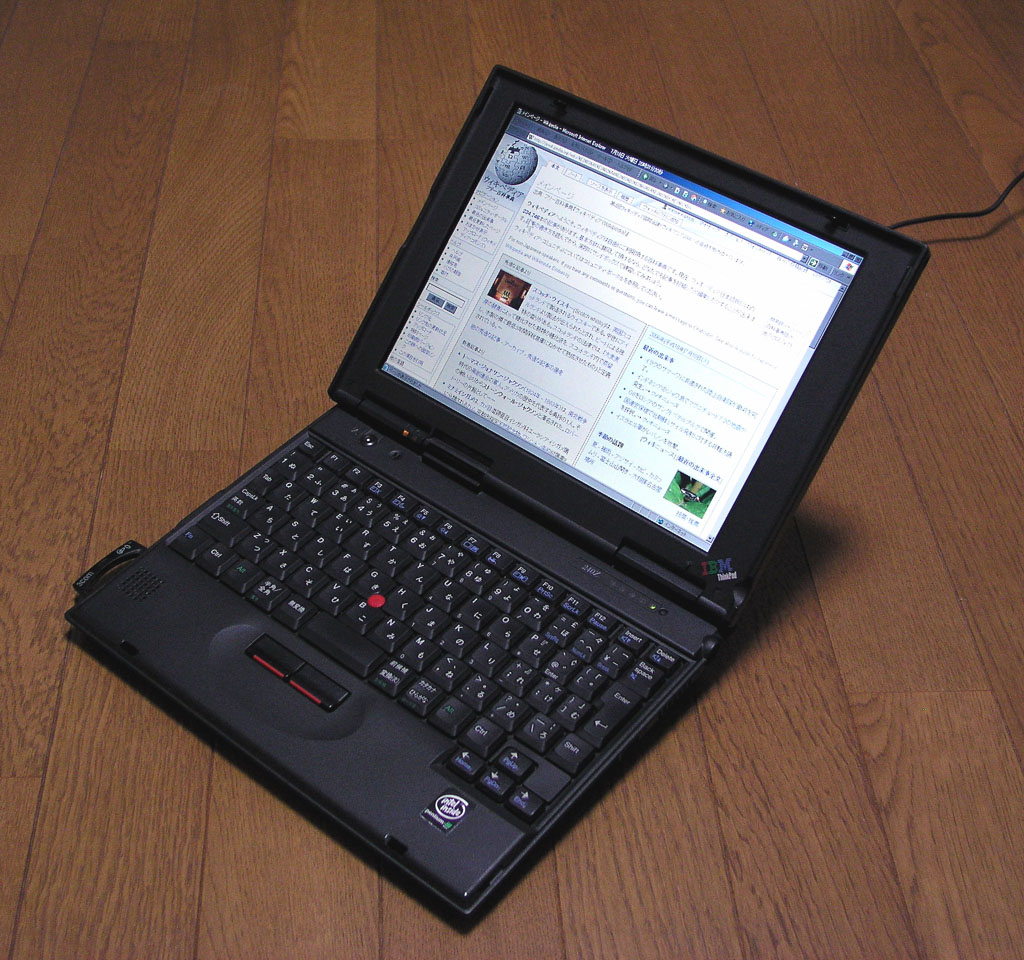
ThinkPad240Z

- B5サイズ1スピンドル、10.4インチ液晶ディスプレイのノートパソコンである。IBMが規定したリアルモバイルというカテゴリに含まれる。
- 1999年にThinkPad 235 および ThinkPad 535 の後継機種として発売された。 それら前モデルは、小さい上面投影面積に対して厚みが大きい、いわゆる「弁当箱」スタイルであったのに対し、240シリーズは上面投影面積が一回り大きくなった代わりに薄くなった。また、ボトムケースが斜めに切り落とされ、薄さが強調されるとともに持ち運ぶ際に手にかかりやすいように配慮されている。 （斜めに切り落とされた部分の残りは空きスペースであり、筐体を落した際にマザーボードへのダメージを防ぐクラッシャブルスペースとしての役割がある。）
- 1スピンドルであるため、フロッピーディスクドライブは専用ケーブルによる外付けとなっている（新品販売時は標準添付）。 外付けCD-ROMドライブはオプションである。
- バッテリーは、小型（3セル）、大容量（6セル）、Full Day（9セル）の3タイプが用意された。 当初は小型のものが標準であり、後に一部モデルは大容量のものが標準となった。 Full Dayバッテリーはオプションだった。

仕様
- 外寸：（幅）260mm x（奥行き）202mm x（厚み）26.6mm
  - 大容量バッテリーを装着した場合、バッテリーが出っ張った部分の厚みが43.5mmとなり、本体が傾斜した状態となる。
- 質量：1.32～1.35kg（小型バッテリー装着時）、 1.46kg（大容量バッテリー装着時）
  - Full Dayバッテリー装着時の公称質量は未発表。

## ラインナップ（日本向け）
ThinkPad 240シリーズは大きく分けて240、240X、240Z の三種類に分けられ、各モデルにモバイル インテル Celeron 300Mhzから モバイル インテル Pentium III 600Mhzまでを搭載している。発売時期は240シリーズ中、最も古い2609-21J が1999年5月に発売開始。最終モデルの2609-93J（i Series）が2001年1月に発売された。
- ThinkPad 240（無印）： チップセットにインテル 440BXを採用。FSBは66MHz。CPUはCeleronのみ。 メモリは非公式ながら128Mbitチップ（両面16枚構成）の256MBメモリを用いることにより、320MBまで増設できる。 
  - 2609-21J/ 25J/ 31J/ 35J
- ThinkPad 240（無印 マイナーチェンジ後）： チップセットにインテル 440DX（440BXの機能限定版）を採用。FSBは66MHz。 Celeron モデルのみ。 メモリ搭載容量は最大320MB（非公式）まで。
  - 2609-43J/ 45J
- ThinkPad 240X： チップセットにインテル 440MXを採用。FSBは100MHz。 Pentium III と Celeron モデルがある。 メモリ搭載容量は最大256MBまで。
  - 2609-61J/ 62J （Pentium IIIモデル）
  - 2609-51J/ 52J （Celeron モデル）
- ThinkPad 240Z： 240Xをベースに筐体が小変更され、有線LANが内蔵された。 画面解像度がSVGAのものとXGAのものがある。
  - 2609-81J/ 82J （Pentium IIIモデル。XGA画面。）
  - 2609-71J/ 72J （Celeron モデル。SVGA画面。）
- ThinkPad i Series 1124： 240X または 240Z ベースのコンシューマー向け派生モデル。筐体のカラーは他の i Seriesと共通のシルバーブラック塗装である。 最終モデルの2609-93Jは、世界初の「超低電圧版Pentium III」 (500MHz) 搭載モデルでもある。 
  - 2609-53J （240Xベース）
  - 2609-73J/ 93J （240Zベース。XGA画面。73JはCeleron、93JはULV版Pentium III搭載。 LANはポートは有るが、利用不可。）

※上記以外にも特定企業向けのカスタムモデルがある。

## 特徴
- ThinkPadシリーズの特徴である黒いボディに赤いトラックポイントを当シリーズも受け継いでいる。ただし、天板はラバー塗装ではなく、マイカの入ったような艶のある黒色である。また、キーボードはIBM伝統の7列配列ではなく、小さな筐体にフルサイズのキーを収めるために6列配列になっている。
- 240X、240Z、i1124は、チップセットの仕様上、メモリ搭載容量は最大256MBまでとなっている。オンボード64MBが内蔵されているモデルは公には最大192MBまでしか搭載できない。しかし特殊な192MB増設メモリを使用するか、（メーカー保証は無くなるが）マザーボードにハンダ付けされているメモリを取り外すことで最大256MBまで増設が可能である。なお、240ではチップセットの仕様上のメモリの最大容量が512MBまたは1GBと余裕があるので、認識可能な128Mbitチップの256MBメモリを取り付けるだけでオンボードの64MBと合わせて320MBまで容易に増設可能である。
- 240X/ 240Z と i Series 1124 は部品やソフトウェアに互換性があり、外装やキーボードなどを交換することが可能である。例えばi Series 1124 の外装を本来のThinkPadの漆黒の240の物に換装するなどが可能である。また、240X/ 240Z に i Series 240用のキーボードを取り付け、アプリケーションキーの制御ソフトをインストールして使うこともできる。
- 本機の大きな特長の一つに、このクラスのノートパソコンとしてはかなり充実したインターフェイスが搭載されている事が挙げられる。 専用FDD用コネクタ、PCカードスロット（CardBus対応）、USBポートをはじめ、シリアルポート、パラレルポート、外部ディスプレイ、PS/2コネクタのレガシーインターフェイス、そしてヘッドフォン出力、マイク・ライン入力、更には赤外線通信と内蔵モデム、240ZはLANコネクタも備えている。
- MiniPCIスロットも内部に1基備えており、通常はモデムカードまたはLAN/モデムコンボカードが実装されている。これを排他利用することでワイヤレスLAN等の内蔵を実現する改造もよく行われる。
- i Series 1124 （240Zベースのもの）にはLAN接続機能が内蔵されていないが、部品としては240Zと共有されており、コネクターなどは実装されているため、別途LAN/モデムコンボMiniPCIカードを取り付けることによってLAN機能を増設することが出来る。一時、IBMのサポートセンターにMiniPCIカードを買い求める電話が殺到し、供給を一時停止したことがあった（本来は240Z専用の補修部品である）。
- 2000年6月に開催されたPC Expoで、240シリーズにTransmeta社の600MHz駆動のCrusoeを搭載した実機が展示され、話題を呼んだ。それまで一貫してインテル製CPUを採用し続けて来たThinkPadに、CPUの高性能化に伴う消費電力と発熱の増大のツケをPCメーカーに押し付けていたことへの反発として、初めてx86互換メーカー製CPUが採用されると周囲に受け止められた。しかし発売には至らず、Intelは発熱と消費電力を抑えたCPUを開発し、引き続き採用されることとなった。
- 既知の不具合として、いわゆる「液晶真っ白病」（XGA液晶モデルのみ、筐体内フレキシブルケーブルの不具合により発生した。一時期リコールされていた。） がある。 また、使用するにつれ、ハードディスクドライブの回転音が騒がしくなり、一部は故障に至ることがよく問題にされた。（とくに後期モデルに搭載されていた IBM Travelstar 20GN (DJSA-220など) は発生率が高く、一部の電子掲示板において「神HDD」などと皮肉られた。）
- 最終モデルの生産は2001年中頃に終了しているが、その後も用途によっては充分使用に耐えうるため、特にPentium III・XGA液晶画面搭載モデルは2000年代半ばまで中古市場にも少なくない数が流通していた。しかしThinkPad s30や同X40といった後継機種が多数出荷され、その人気も次第に終息に向かっていった。